# William N. MacLean
Pour les articles homonymes, voir William MacLean et MacLean.
William Nicholson MacLean (27 mars 1907-4 août 1997,) est un homme politique canadien de la Nouvelle-Écosse. Il est député provincial libéral de la circonscription néo-écossaise d'Inverness (en) de 1963 à 1970,.
MacLean est aussi chef de police et maire d'Inverness.